# Olympische Jugend-Winterspiele 2016/Teilnehmer (Island)
| Gelbes Symbol für Goldmedaillen mit stilisierten Olympischen Ringen | Graues Symbol für Silbermedaillen mit stilisierten Olympischen Ringen | Braundes Symbol für Bronzemedaillen mit stilisierten Olympischen Ringen |
| ------------------------------------------------------------------- | --------------------------------------------------------------------- | ----------------------------------------------------------------------- |
| —                                                                   | —                                                                     | —                                                                       |

Island nahm an den Olympischen Jugend-Winterspielen 2016 in Lillehammer mit drei Athleten in zwei Sportarten teil.

## Sportarten

### Ski Alpin
| Jungen                          |              |             |     |             |     |             |     |
| Bjarki Guðjónsson               | Super-G      |             |     |             |     | DNS         | DNS |
| Bjarki Guðjónsson               | Riesenslalom | 1:30,61 min | 45  | 1:29,48 min | 35  | 3:00,09 min | 35  |
| Bjarki Guðjónsson               | Slalom       | 55,41 s     | 34  | DNF         | DNF | DNF         | DNF |
| Mädchen                         |              |             |     |             |     |             |     |
| Hólmfríður Dóra Friðgeirsdóttir | Super-G      |             |     |             |     | 1:17,92 min | 26  |
| Hólmfríður Dóra Friðgeirsdóttir | Riesenslalom | 1:27,32 min | 28  | DNF         | DNF | DNF         | DNF |
| Hólmfríður Dóra Friðgeirsdóttir | Slalom       | DNF         | DNF | DNF         | DNF | DNF         | DNF |

### Skilanglauf
| Athleten           | Wettbewerb       | Qualifikation | Qualifikation | Viertelfinale      | Viertelfinale      | Halbfinale         | Halbfinale         | Finale             | Finale             |
| Athleten           | Wettbewerb       | Zeit          | Rang          | Zeit               | Rang               | Zeit               | Rang               | Zeit               | Rang               |
| ------------------ | ---------------- | ------------- | ------------- | ------------------ | ------------------ | ------------------ | ------------------ | ------------------ | ------------------ |
| Jungen             |                  |               |               |                    |                    |                    |                    |                    |                    |
| Dagur Benediktsson | Cross            | 3:37,17 min   | 42            |                    |                    | nicht qualifiziert | nicht qualifiziert | nicht qualifiziert | nicht qualifiziert |
| Dagur Benediktsson | Sprint klassisch | 3:19,32 min   | 36            | nicht qualifiziert | nicht qualifiziert | nicht qualifiziert | nicht qualifiziert | nicht qualifiziert | nicht qualifiziert |
| Dagur Benediktsson | 10 km Freistil   |               |               |                    |                    |                    |                    | 28:14,2 min        | 43                 |